# Tibidabo (berg)
De Tibidabo is met 512 meter de hoogste heuvel van de bergketen Serra de Collserola. De heuvel bevindt zich aan de rand van de stadsgrenzen van de Spaanse stad Barcelona (stadsdeel Sarrià-Sant Gervasi) en is populair vanwege de bijzondere uitzichten over de stad en de groene omgeving, die geschikt is voor sport en recreatie. De Tibidabo zelf is vanuit nagenoeg de hele stad te zien.

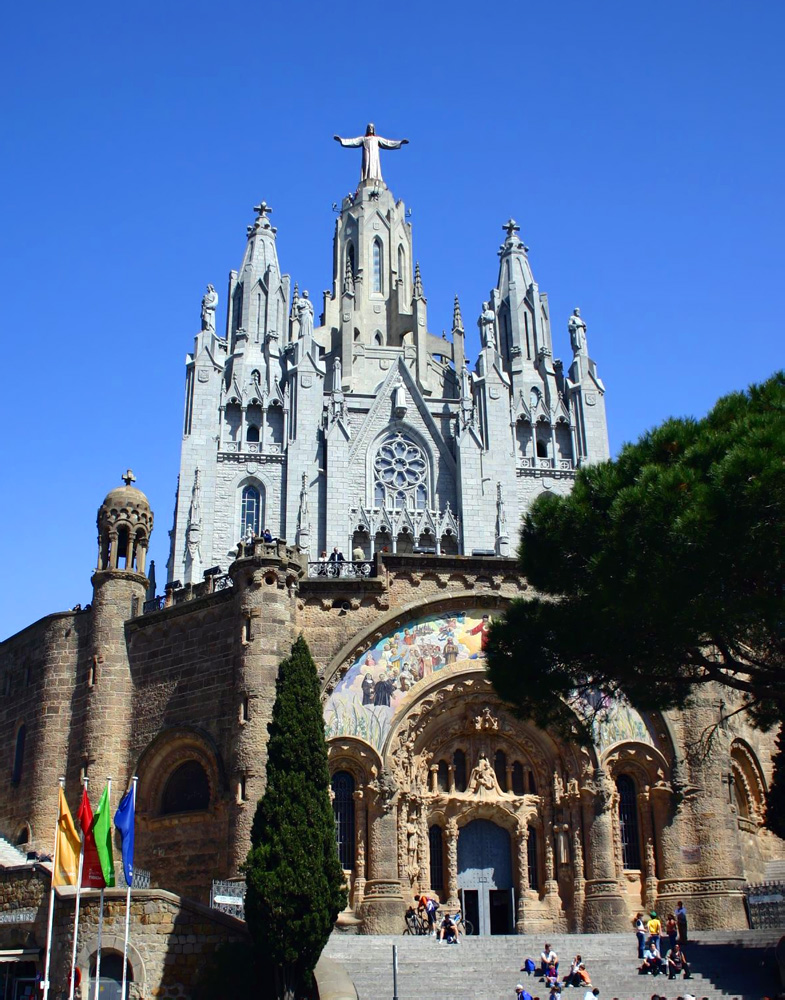
Iglesia del Sagrat Cor

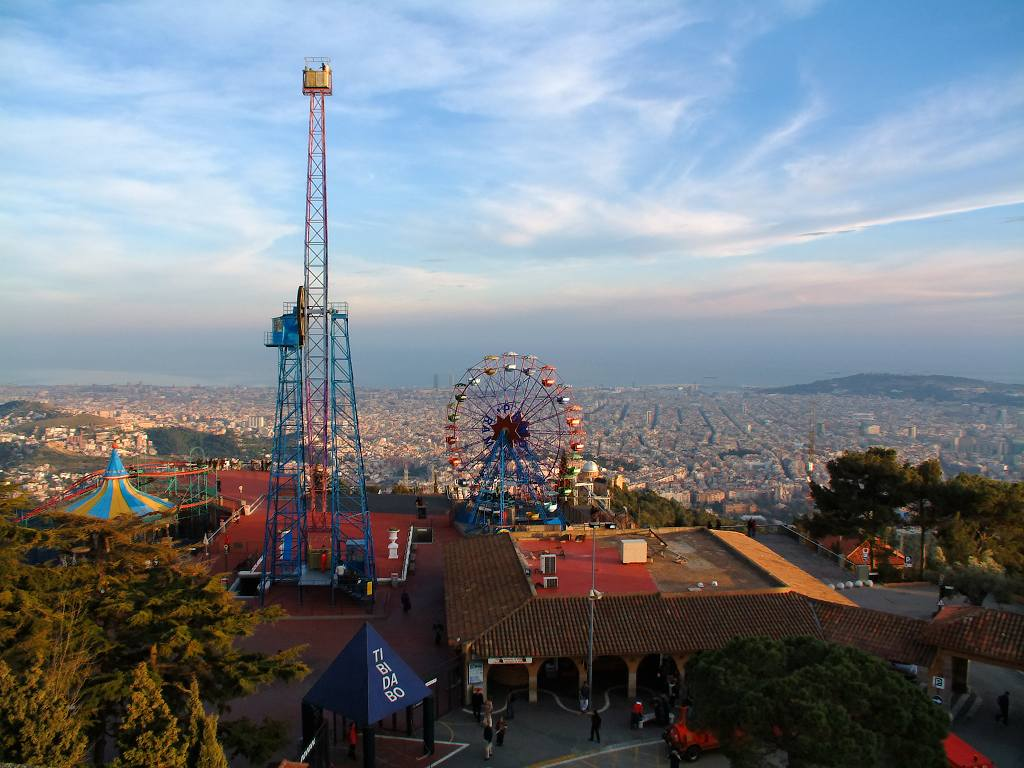
Uitzicht vanaf het attractiepark

Op de Tibidabo bevindt zich een groot attractiepark, het "Parque de Atracciones del Tibidabo", en een aantal gebouwen, waaronder de kerk "Iglesia del Sagrat Cor". Deze kerk wordt wel vergeleken met de Sacré-Cœur van Parijs, niet alleen omdat ze wat betreft decoratie op elkaar lijken, maar ook omdat ze beide op grote hoogte zijn gebouwd en omdat ze dezelfde naam hebben ('Heilige Hart').
Het kleine woonwijkje op de Tibidabo telt enkele fraaie voorbeelden van architectuur in de modernistische stijl.
De top van de Tibidabo kan vanuit Barcelona worden bereikt met stadsbussen, of de Funicular del Tibidabo en de Tramvia Blau, die beide sinds 1901 bestaan.